# Campos Decúmanos

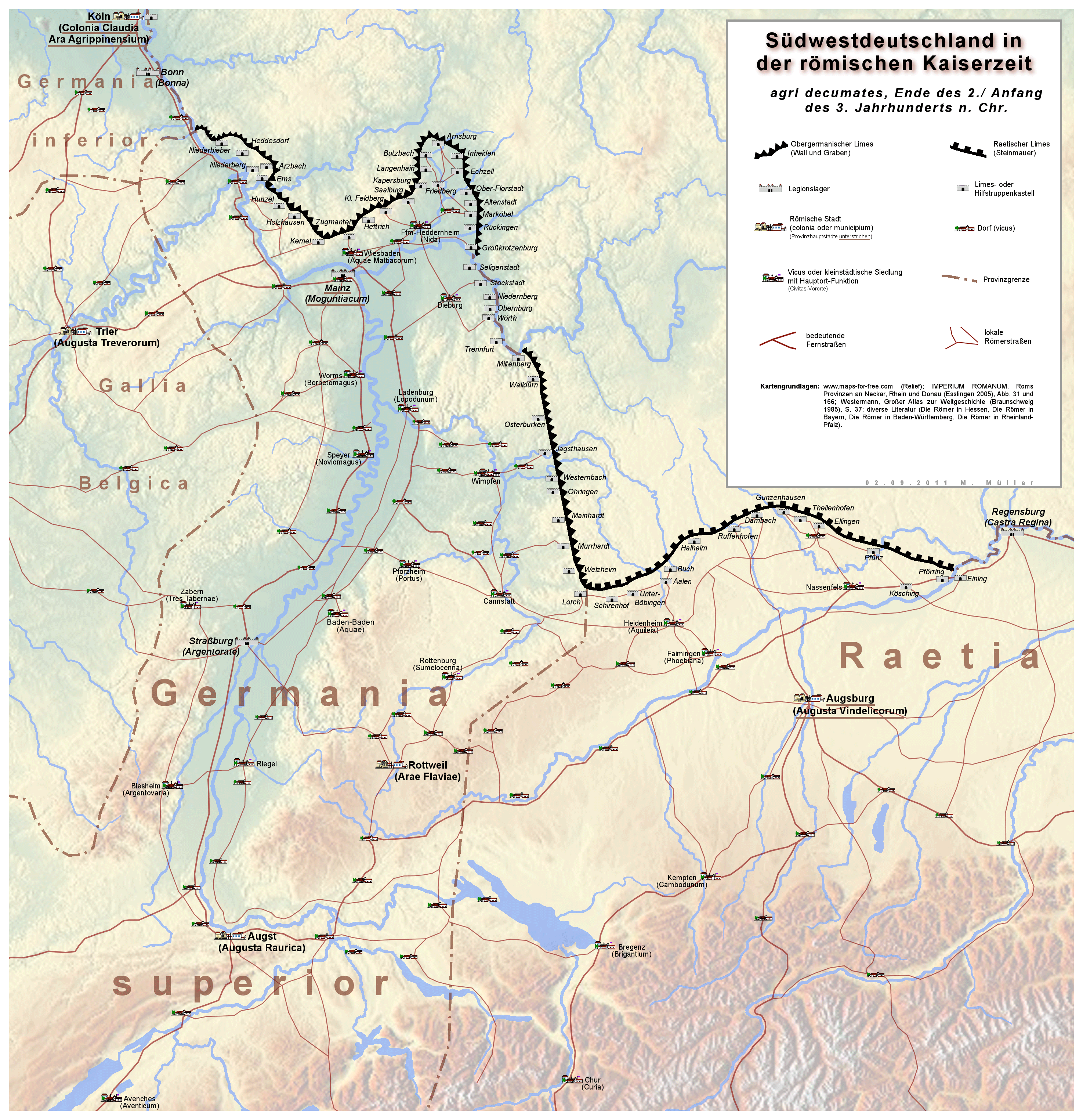
A fronteira germânica e os Campos Decúmanos

Os Campos Decúmanos (em latim: Agri Decumates/Decumates Agri) foi uma região do Império Romano na província da Germânia Superior e Récia; abarcava áreas da Floresta Negra, Alpes Suábios e Francônia Jura, entre os rios Reno, Meno e Danúbio. No sudoeste da Alemanha atual esta região abarca dentre outras as cidades de Francoforte, Estugarda, Carlsrue, Friburgo em Brisgóvia e Weißenburg in Bayern.